# Новосибирск (баскетбольный клуб)
«Новосибирск» — российский баскетбольный клуб из одноимённого города, основанный в 2011 году. Выступает в Суперлиге и Кубке России.

## История
После того как, погрязший в долгах, «Сибирьтелеком-Локомотив» не заявился на Чемпионат России по баскетболу 2011/12, в Новосибирске было принято решение об образовании нового баскетбольного клуба. Гарантии финансирования были получены только в середине августа 2011 года, после чего началось экстренное формирование команды, которая заявилась в высшую лигу и на Кубок России. Заняв 3-е место в итоговом протоколе, команда получила право в следующем сезоне выступать в Суперлиге. В течение двух последующих сезонов клуб поступательно шёл наверх по турнирной таблице (5-е и 4-е место).
Сезон 2014/2015 – лучший для команды в её истории. Сначала «Новосибирск» добился проведения Кубка России на домашней площадке, а следом смог завоевать главный трофей, в финальном матче одержав победу над московским «Динамо» — 81:78. Победа в Кубке России дало право выступить в Кубке Вызова ФИБА. Разыгрывающий «сибиряков» Сергей Токарев был признан самым ценным игроком «Финала четырёх» Кубка России. Также в символическую пятёрку вошли: Виталий Ионов и Павел Подкользин.
После победы в кубке новосибирские баскетболисты, выиграв финальную серию 3-0 у Спартака-Приморье, стали обладателями золотых медалей Суперлиги и получили право заявиться в Единую лигу ВТБ. По окончании сезона РФБ назвала лучших игроков Суперлиги, разыгрывающий Сергей Токарев был признан самым ценным игроком турнира, а Юре Шкифич лучшим лёгким форвардом.
Но результатами этих побед клуб не смог воспользоваться. В июле 2015 года Совет Единой лиги ВТБ не включил «Новосибирск» в состав участников чемпионата 2015-2016 годов. Основной претензией являлось то, что площадка, на которой проходят матчи (спорткомплекс «Север») не отвечает требованиям организаторов турнира.
В это время ФИБА занималась реорганизацией клубных турниров в Европе, был упразднён Кубок вызова ФИБА и на его место образован Кубок Европы ФИБА. В начале августа 2015 года клуб отправил открытые письма в адрес президента РФБ Юлии Аникеевой и исполнительного директора ФИБА Европа Камиля Новака с просьбой о внесении команды в заявку розыгрыша Кубка Европы ФИБА, как победителя кубка России. Через два дня пресс-служба ФИБА Европа сообщила об отказе в участии, так как в данном турнире должны участвовать только клубы, представляющие высшие дивизионы чемпионатов европейских стран.

## Результаты выступлений
| Сезон     | Суперлига Суперлига-1 дивизион | Высшая Лига | Кубок России     |
| --------- | ------------------------------ | ----------- | ---------------- |
| 2011/2012 | —                              | З место     | Групповой турнир |
| 2012/2013 | 5 место                        | —           | 1/8 финала       |
| 2013/2014 | 4 место                        | —           | 1/8 финала       |
| 2014/2015 | Чемпион                        | —           | Обладатель       |
| 2015/2016 | 5 место                        | —           | 1/4 финала       |
| 2016/2017 | 4 место                        | —           | Обладатель       |
| 2017/2018 | 4 место                        | —           | 3 место          |
| 2018/2019 | 1/4 финала                     | —           | 3 место          |
| 2019/2020 | 16 место                       | —           | 1/8 финала       |
| 2020/2021 | 9 место                        | —           | 1/8 финала       |
| 2021/2022 | 1/4 финала                     | —           | 4 место          |
| 2022/2023 | 1/4 финала                     | —           | 1/8 финала       |
| 2023/2024 | 1/4 финала                     | —           | 1/8 финала       |

## Достижения
Суперлига
- Чемпион: 2014/2015

Высшая Лига
- Бронзовый призёр: 2011/2012

Кубок России
- Обладатель (2): 2014/2015, 2016/2017
- Бронзовый призёр (2): 2017/2018, 2018/2019

## Главные тренеры
- 2011—2013 —  Сергей Казаржевский
- 2013—2021 —  Владимир Певнев
- 2021 —  Андрей Ендропов[9]
- 2021—2022 —  Михаил Терехов[10]
- 2022 —  Александр Михайлов[11]
- 2022—2023 —  Владимир Певнев[12]
- 2023 —  Олег Тен[13]
- 2023—н. в. —  Андрей Ендропов (и. о.)[14]

## Текущий состав
| \| Поз. \| № \| Гражд. \| Имя \| Дата рождения (возраст) \| Рост \| Вес \| Звание \| \| ---- \| -- \| ------ \| ------------------- \| ------------------------- \| ------ \| ------ \| ------ \| \| АЗ \| 1 \| \| Дмитрий Макеев \| 28 июня 1996 (29 лет) \| 191 см \| 87 кг \| \| \| РЗ \| 8 \| \| Олег Балашов \| 7 мая 1999 (26 лет) \| 185 см \| 75 кг \| \| \| ЛФ \| 9 \| \| Алексей Бабушкин \| 28 июня 1996 (29 лет) \| 197 см \| 98 кг \| \| \| ЛФ \| 10 \| \| Фёдор Манихин \| 29 июня 2004 (21 год) \| 196 см \| 81 кг \| \| \| ЛФ \| 13 \| \| Даниил Посашков \| 24 мая 2000 (25 лет) \| 198 см \| 85 кг \| \| \| Ц \| 15 \| \| Александр Семенюк \| 14 сентября 1993 (31 год) \| 208 см \| 111 кг \| \| \| ЛФ \| 22 \| \| Денис Нечунаев \| 17 апреля 2006 (19 лет) \| 198 см \| 81 кг \| \| \| РЗ \| 28 \| \| Азат Тукмаков \| 22 февраля 1996 (29 лет) \| 191 см \| 87 кг \| \| \| ТФ \| 47 \| \| Андрей Кирдячкин \| 5 апреля 1990 (35 лет) \| 207 см \| 100 кг \| \| \| ТФ \| 69 \| \| Данил Плугарев \| 26 декабря 2002 (22 года) \| 205 см \| 104 кг \| \| \| АЗ \| 77 \| \| Сергей Митусов \| 19 октября 1996 (28 лет) \| 194 см \| 90 кг \| \| \| АЗ \| \| \| Владимир Семенченко \| 24 сентября 2005 (19 лет) \| 193 см \| 75 кг \| \| | Главный тренер - Андрей Ендропов Ассистенты тренера - Виктор Кухаренко - Евгений Шатохин - Олег Акципетров Легенда - (К) — Капитан команды Последнее изменение: 2 июля 2025 года |                 |                     |                           |        |        |        |
| Поз. | № | Гражд.          | Имя                 | Дата рождения (возраст)   | Рост   | Вес    | Звание |
| АЗ | 1 | Флаг России     | Дмитрий Макеев      | 28 июня 1996 (29 лет)     | 191 см | 87 кг  |        |
| РЗ | 8 | Флаг Казахстана | Олег Балашов        | 7 мая 1999 (26 лет)       | 185 см | 75 кг  |        |
| ЛФ | 9 | Флаг России     | Алексей Бабушкин    | 28 июня 1996 (29 лет)     | 197 см | 98 кг  |        |
| ЛФ | 10 | Флаг России     | Фёдор Манихин       | 29 июня 2004 (21 год)     | 196 см | 81 кг  |        |
| ЛФ | 13 | Флаг России     | Даниил Посашков     | 24 мая 2000 (25 лет)      | 198 см | 85 кг  |        |
| Ц | 15 | Флаг Беларуси   | Александр Семенюк   | 14 сентября 1993 (31 год) | 208 см | 111 кг |        |
| ЛФ | 22 | Флаг России     | Денис Нечунаев      | 17 апреля 2006 (19 лет)   | 198 см | 81 кг  |        |
| РЗ | 28 | Флаг России     | Азат Тукмаков       | 22 февраля 1996 (29 лет)  | 191 см | 87 кг  |        |
| ТФ | 47 | Флаг России     | Андрей Кирдячкин    | 5 апреля 1990 (35 лет)    | 207 см | 100 кг |        |
| ТФ | 69 | Флаг России     | Данил Плугарев      | 26 декабря 2002 (22 года) | 205 см | 104 кг |        |
| АЗ | 77 | Флаг России     | Сергей Митусов      | 19 октября 1996 (28 лет)  | 194 см | 90 кг  |        |
| АЗ | | Флаг России     | Владимир Семенченко | 24 сентября 2005 (19 лет) | 193 см | 75 кг  |        |